# Jean-Marie Masson
Jean-Marie Masson OMI (ur. 21 marca 1876 w La Biolle, zm. 28 lipca 1947) – francuski duchowny rzymskokatolicki, oblat, misjonarz, arcybiskup Kolombo na Cejlonie.

## Biografia
7 lipca 1901 otrzymał święcenia prezbiteriatu i został kapłanem Zgromadzenia Misjonarzy Oblatów Maryi Niepokalanej.
14 czerwca 1938 papież Pius XI mianował go arcybiskupem Kolombo. 24 sierpnia 1938 przyjął sakrę biskupią z rąk delegata apostolskiego w Indiach abpa Leo Petera Kierkelsa CP. Współkonsekratorami byli biskup Jaffny Alfred-Jean Guyomard OMI oraz biskup Galle Nicola Laudadio SI.
6 grudnia 1944 zmieniono nazwę arcybiskupstwa oraz tytuł abpa Massona na arcybiskup Kolombo na Cejlonie. Na tym stanowisku pozostał do śmierci 28 lipca 1947.